# جو برادشاو
جو برادشاو (انگلیسی: Joe Bradshaw؛ زادهٔ ۱۸۸۴) ورزشکار فوتبال اهل بریتانیا است.
از باشگاه‌هایی که در آن بازی کرده‌است می‌توان به باشگاه فوتبال آرسنال، باشگاه فوتبال فولام، باشگاه فوتبال ساوت‌همپتون، باشگاه فوتبال چلسی، باشگاه فوتبال کویینز پارک رنجرز، و باشگاه فوتبال ساوتند یونایتد اشاره کرد.